# Monte Melma
Il monte Melma (914 m s.l.m.) è un modesto rilievo della Lombardia, appartenente alle Prealpi Bergamasche.

## Caratteristiche
Il Monte Melma è situato nelle Prealpi Bergamasche, in prossimità della città di Lecco. Si trova all'interno del Gruppo del Resegone. A ovest è separato dal Gruppo delle Grigne dalla valle del Torrente Gerenzone, in cui è situato il rione di Lecco Laorca. A nord è delimitato dalla Valsassina e dal paese di Ballabio, a est è separato dal Monte Due Mani dalla valle del torrente Grigna e da Resegone, Piani e Pizzo d'Erna dalla Val Boazzo. A sud è delimitato dalla città di Lecco. 
Appare come una modesta cima dai pendii boscosi, sulla parte bassa del suo versante meridionale si trovano i rioni di Bonacina e San Giovanni alla Castagna. 
Sulla sua cima è posto un ripetitore, una croce è posta su un'anticima detta Sass Quader.